# 202 a.C.
Il 202 a.C. (CCII a.C. in numeri romani) è un anno  del III secolo a.C.

## Eventi
- I Romani, guidati da Scipione sconfiggono Annibale nella battaglia di Zama.
- Fine della seconda guerra punica.
- Cartagine diventa uno stato cliente di Roma.
- In Cina viene fondata la Dinastia Han 漢朝 e sale al trono Liu Bang

## Morti
- Asdrubale Giscone, generale e condottiero cartaginese
- Tito Manlio Torquato, politico romano
- Xiang Yu, militare e politico cinese (n. 232 a.C.)